# Robert Overmyer

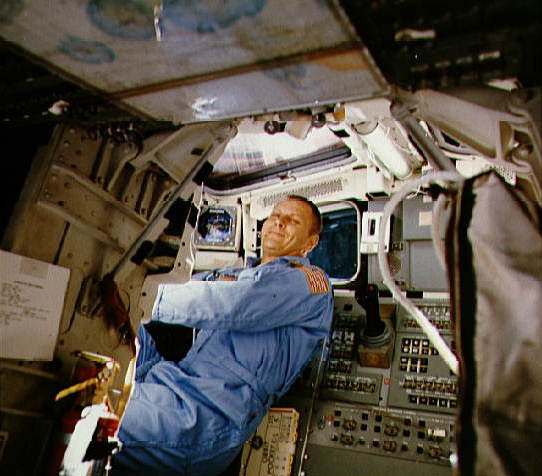
Robert Overmyer na stanowisku pilota wahadłowca Columbia podczas misji STS-5

Robert Franklyn Overmyer (ur. 14 lipca 1936 w Lorain, zginął 22 marca 1996 w katastrofie lotniczej k. Duluth) – amerykański astronauta, pilot wojskowy, inżynier, pułkownik United States Marine Corps.

## Wykształcenie i służba wojskowa
- 1954 – ukończył szkołę średnią w Westlake w Ohio.
- 1958 – został absolwentem Baldwin Wallace College w Berea, otrzymując licencjat z fizyki. Później rozpoczął czynną służbę wojskową w Korpusie Piechoty Morskiej Stanów Zjednoczonych.
- 1959 – po zakończeniu podstawowego szkolenia lotniczego w bazie Kingsville w Teksasie otrzymał w listopadzie przydział do 214 eskadry szturmowej piechoty morskiej (Marine Attack Squadron 214).
- 1962–1964 – uzyskał tytuł magistra techniki lotniczej w Podyplomowej Szkole Marynarki Wojennej (US Naval Postgraduate School) w Monterey. Następnie przez rok służył w 17 eskadrze obsługi technicznej piechoty morskiej (Marine Maintenance Squadron 17), stacjonującej w bazie Iwakuni w Japonii.
- 1966 – ukończył Szkołę Lotniczą dla Pilotów Doświadczalnych (USAF Aerospace Research Pilot School) w bazie Edwards w Kalifornii. W czerwcu został włączony do programu kosmicznego USAF – MOL (Manned Orbiting Laboratory).
- 1982 – otrzymał doktorat honorowy Baldwin Wallace College.
- Maj 1986 – zakończył czynną służbę wojskową.

Jako pilot wylatał ponad 7500 godzin, z czego 6000 na samolotach odrzutowych.
Był członkiem międzynarodowego Towarzystwa Pilotów Doświadczalnych (Society of Experimental Test Pilots), Stowarzyszenia Lotnictwa Eksperymentalnego (Experimental Aircraft Association - EAA) i Stowarzyszenia Właścicieli i Pilotów Samolotów (Aircraft Owners and Pilots Association).
Pisywał dla pism – brytyjskiego „Space Flight News” i amerykańskiego „AOPA Pilot Magazine”.

## Kariera astronauty i praca wNASA
- 17 czerwca 1966 – wraz z czterema innymi pilotami doświadczalnymi został wybrany do programu kosmicznego USAF – MOL (Manned Orbiting Laboratory).
  - W drugiej grupie pilotów zakwalifikowanych do tego programu znaleźli się późniejsi astronauci programu Space Shuttle: Robert Crippen, Karol Bobko, Henry Hartsfield i Charles Gordon Fullerton. Program MOL został zakończony w sierpniu 1969.
- 1969–1971 – 13 sierpnia 1969 został członkiem siódmej grupy astronautów NASA (NASA-7(inne języki)) i przystąpił do szkolenia specjalistycznego. Po jego zakończeniu uczestniczył w pracach przy konstruowaniu stacji orbitalnej Skylab.
- 1971–1972 – uczestniczył w programie Apollo. Podczas lotów Apollo 16 i 17 wchodził w skład załóg wspierających (support crews). W trakcie obu misji był operatorem łączności (CapCom) w centrum kontroli lotów w Houston.
- 1973–1975 – był członkiem zespołu astronautów wspierających amerykańską załogę realizującą program ASTP (Apollo-Soyuz Test Project). Podczas tej misji, która odbyła się w lipcu 1975, był operatorem łączności (delegowanym przez NASA) w podmoskiewskim centrum kierowania lotem.
- 1976–1985 – Po rozpoczęciu realizacji programu Space Shuttle przeszedł szkolenie, po którym uzyskał kwalifikacje pilota promu kosmicznego. W 1976 uczestniczył w programie ALT (Approach and Landing Test – ALT), mającym na celu przeprowadzenie testów promu Enterprise w atmosferze. Podczas pierwszego i trzeciego swobodnego lotu promu był pilotem samolotu T-38, towarzyszącemu wahadłowcowi. W 1979 został zastępcą kierownika nadzorującego prace przygotowawcze przy promie OV-102 Columbia przed jego pierwszym lotem w kosmos. Funkcję pełnił do momentu przewiezienia Columbii na platformę startową w 1980. W okresie 1982–1985 był dublerem pilota misji STS-4 oraz uczestniczył w dwóch lotach kosmicznych: jako pilot w wyprawie STS-5 (listopad 1982) oraz jako dowódca misji w ekspedycji STS-51-B (kwiecień–maj 1985).
- Maj 1986 – opuścił NASA.

## Po opuszczeniu NASA
- 1986 – założył firmę konsultingową Mach Twenty Five International, Inc.
- 1988 – od marca kierował grupą specjalistów koncernu McDonnell Douglas Aerospace. Zespół zajmował się projektowaniem stacji kosmicznej. Pracował tam do kwietnia 1995.
- 22 marca 1996 – zginął w katastrofie prototypu lekkiego samolotu turystycznego o napędzie śmigłowym Cirrus VK-30(inne języki) w pobliżu miasta Duluth w Minnesocie. Został pochowany na Cmentarzu Narodowym w Arlington w Wirginii.

## Odznaczenia i nagrody
- USAF Meritorious Service Medal (1969)
- USMC Meritorious Service Medal (1978)
- Doktorat honorowy Baldwin Wallace College (1982)
- Distinguished Flying Cross (1983)
- NASA Space Flight Medal (1983)
- Universal Astronaut Insignia za lot orbitalny (nr 112, pośmiertnie) – Stowarzyszenie Uczestników Lotów Kosmicznych (Association of Space Explorers(inne języki))[1]

## Wykaz lotów
| Loty kosmiczne, w których uczestniczył Robert F. Overmyer                | Loty kosmiczne, w których uczestniczył Robert F. Overmyer | Loty kosmiczne, w których uczestniczył Robert F. Overmyer | Loty kosmiczne, w których uczestniczył Robert F. Overmyer | Loty kosmiczne, w których uczestniczył Robert F. Overmyer | Loty kosmiczne, w których uczestniczył Robert F. Overmyer |
| Nr                                                                       | Data startu                                               | Data lądowania                                            | Statek kosmiczny                                          | Funkcja                                                   | Czas trwania                                              |
| ------------------------------------------------------------------------ | --------------------------------------------------------- | --------------------------------------------------------- | --------------------------------------------------------- | --------------------------------------------------------- | --------------------------------------------------------- |
| 1                                                                        | 11 listopada 1982                                         | 16 listopada 1982                                         | STS-5 Columbia F-5                                        | Pilot wahadłowca                                          | 5 dni 2 godziny 14 minut i 26 sekund                      |
| 2                                                                        | 29 kwietnia 1985                                          | 6 maja 1985                                               | STS-51-B Challenger F-7                                   | Dowódca                                                   | 7 dni 8 minut i 45 sekund                                 |
| Łączny czas spędzony w kosmosie — 12 dni 2 godziny 23 minuty i 11 sekund |                                                           |                                                           |                                                           |                                                           |                                                           |